# Jan Wandelaar
Pour les articles homonymes, voir Wandelaar (homonymie).

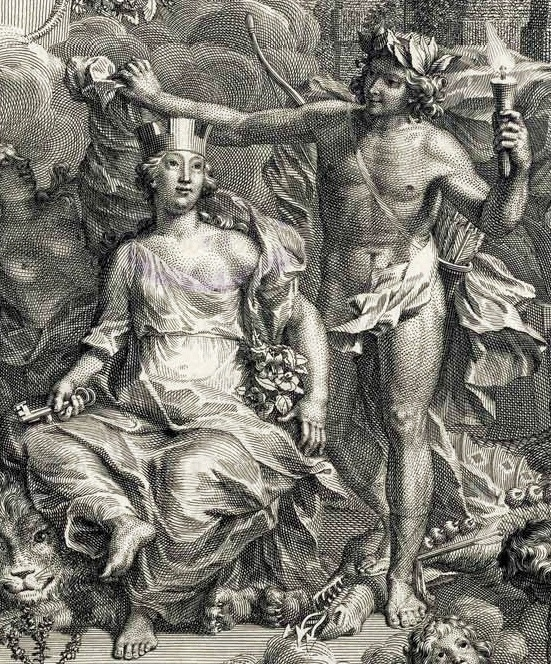
Apollon et la Terre-Mère coiffée d'une couronne murale, frontispice (détail) du Hortus Cliffortianus de Linné.

Jan Wandelaar, né le 14 avril 1690 à Amsterdam et mort le 26 mars 1759 à Leyde, est un peintre, dessinateur et graveur-imprimeur néerlandais.

## Biographie
Jan Wandelaar travaille à Amsterdam, puis à Warmond à partir de 1732 et enfin à Leyde (1741-1759). Il est professeur à la Stadstekenacademie.
Élève de Johannes Folkema, de William van der Gouwen (en) et de Gérard de Lairesse, il est le maître de Pierre Lyonnet et d'Abraham Delfos.
Selon Jan van Gool, Wandelaar a réalisé des gravures d'après des tableaux de Jan van Huchtenburg.
Il est également l'auteur de dessins et gravures pour l'ouvrage de Bernhard Siegfried Albinus, Tabulae sceleti et musculorum corporis humani.

## Galerie

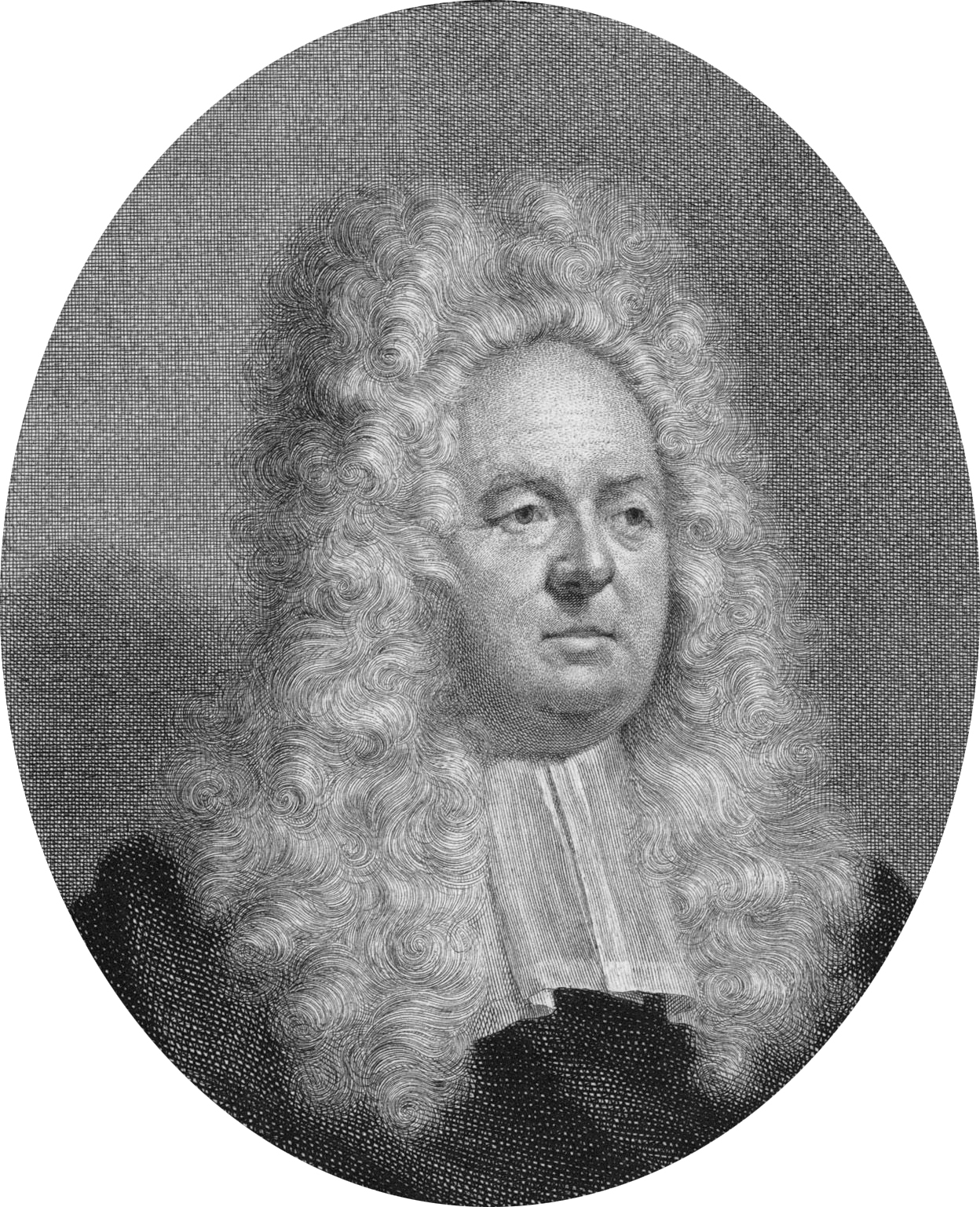
Portrait de Jan (II) Six (de)
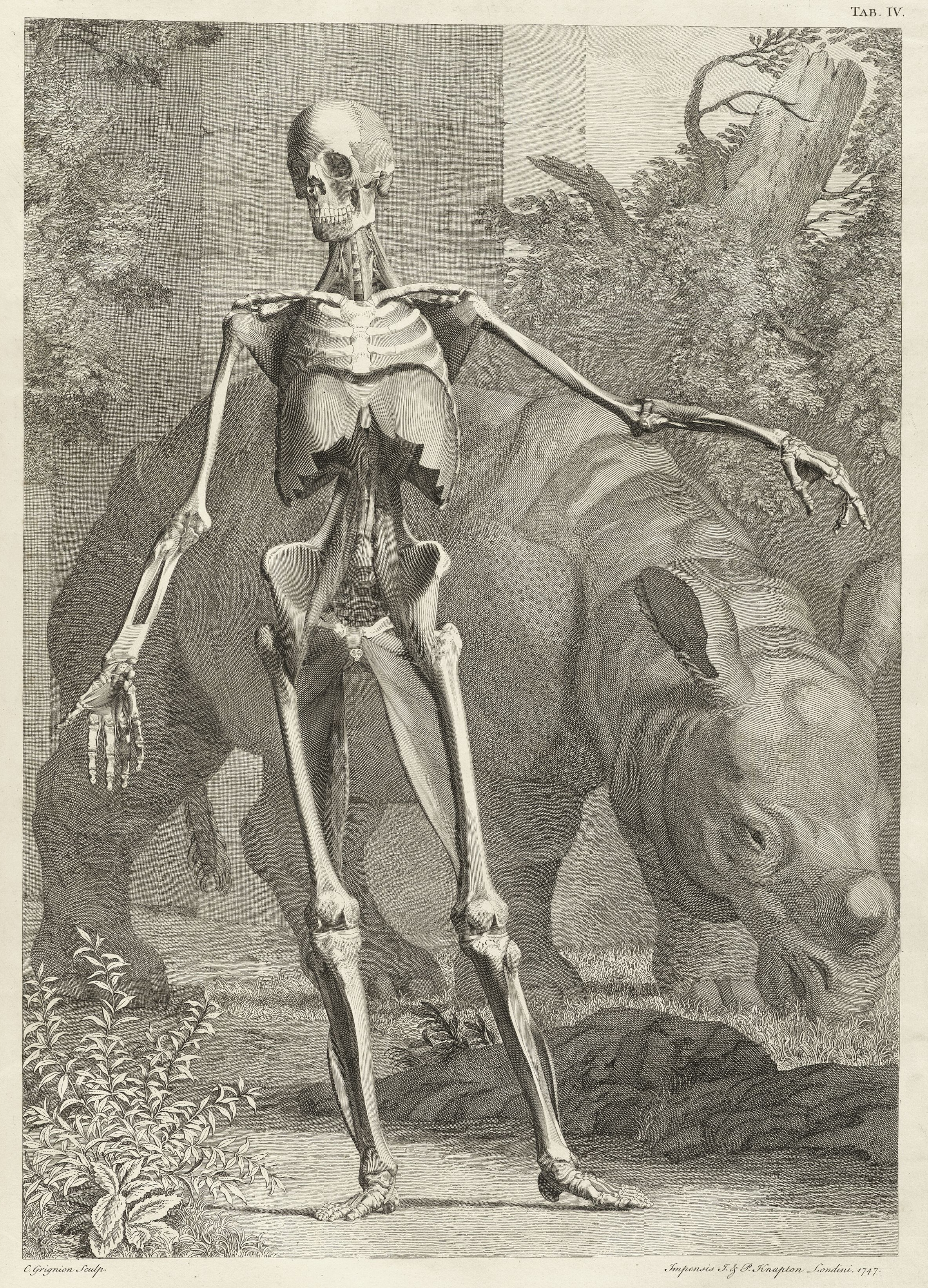
Le rhinocéros Clara à côté d'un squelette humain, Tabulae sceleti et musculorum corporis humani de Bernhard Siegfried Albinus
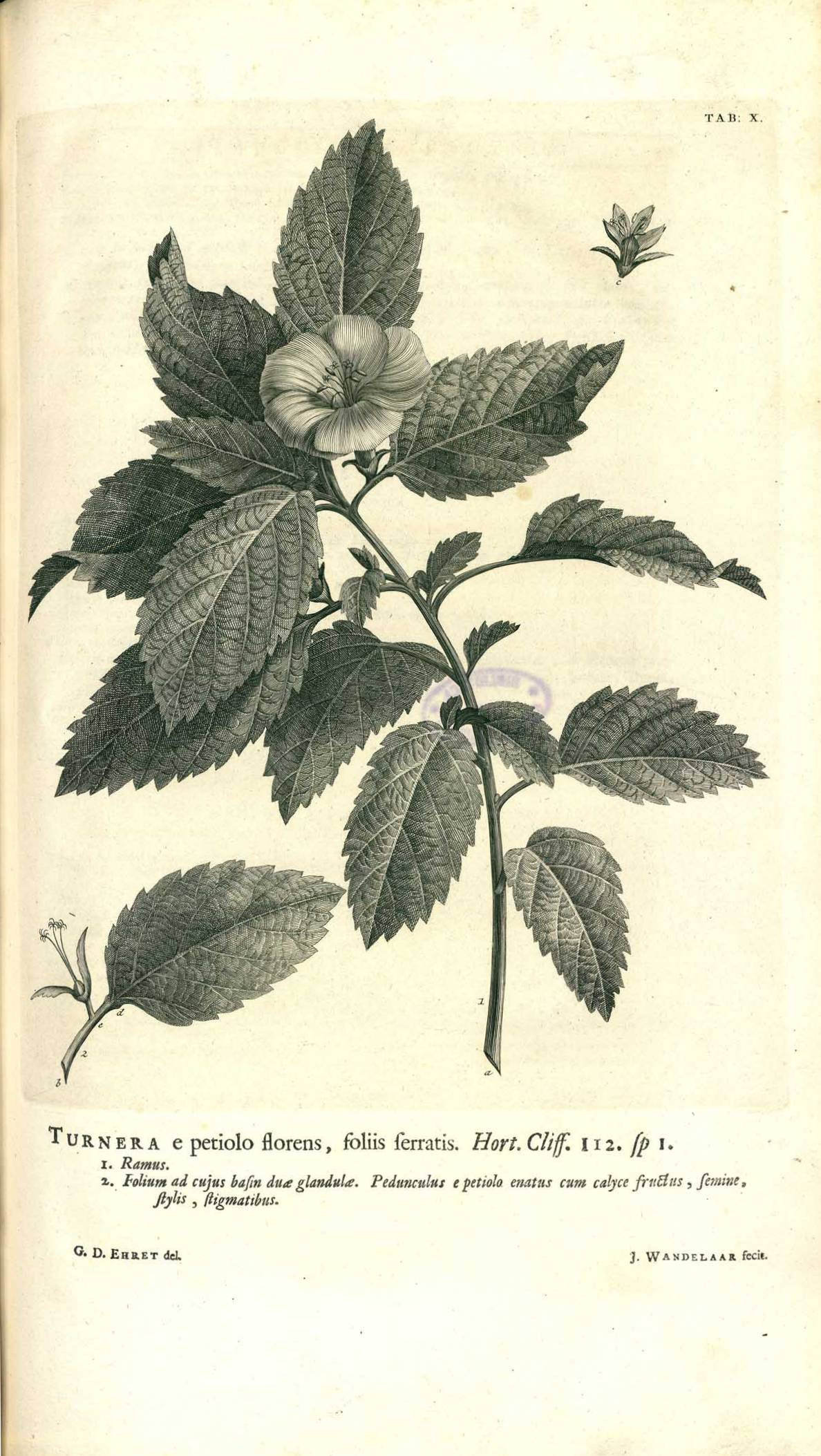
Gravure d'après Georg Dionysius Ehret pour le Hortus Cliffortianus de Linné
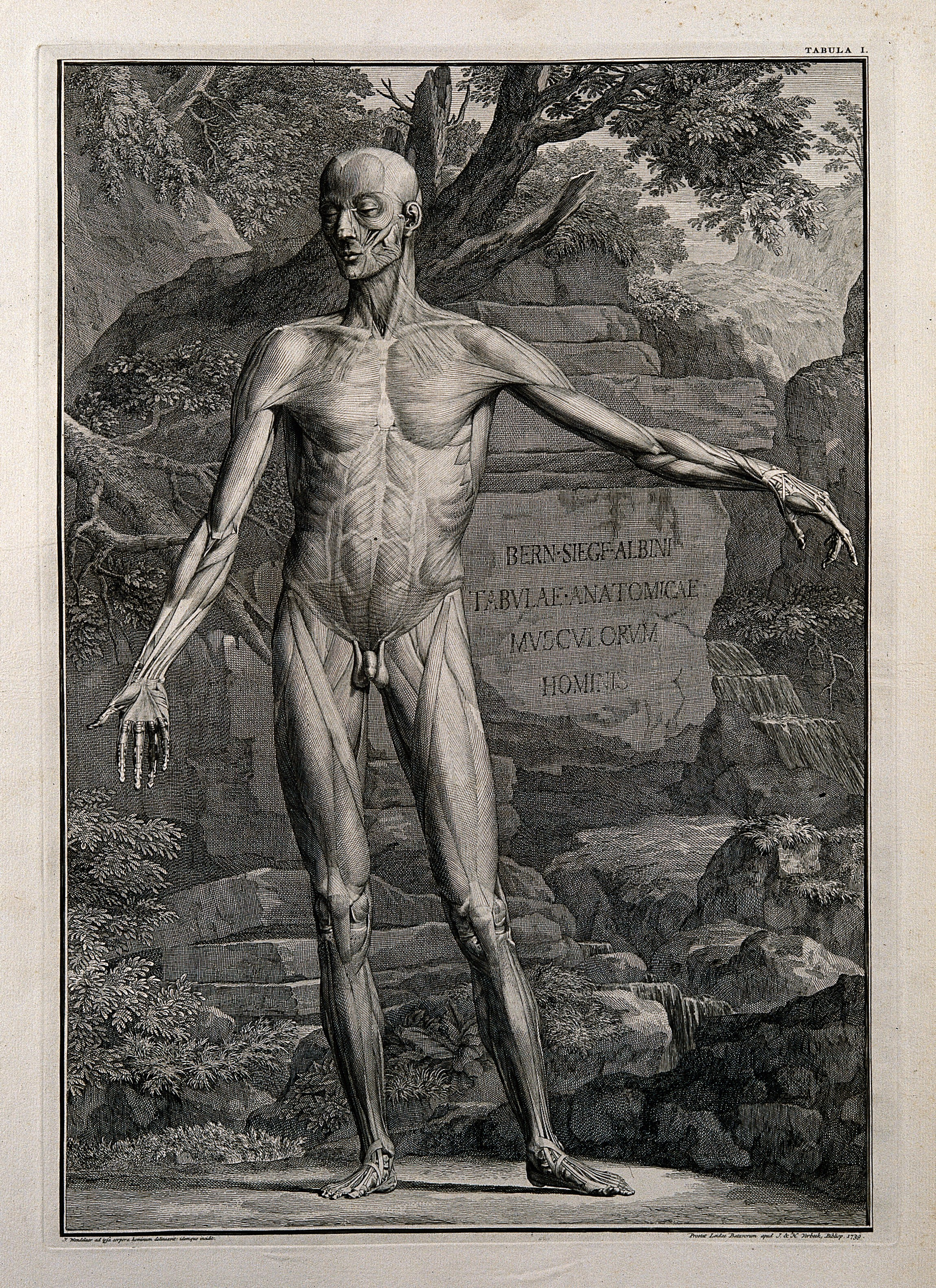
Un écorché, Tabulae sceleti et musculorum corporis humani
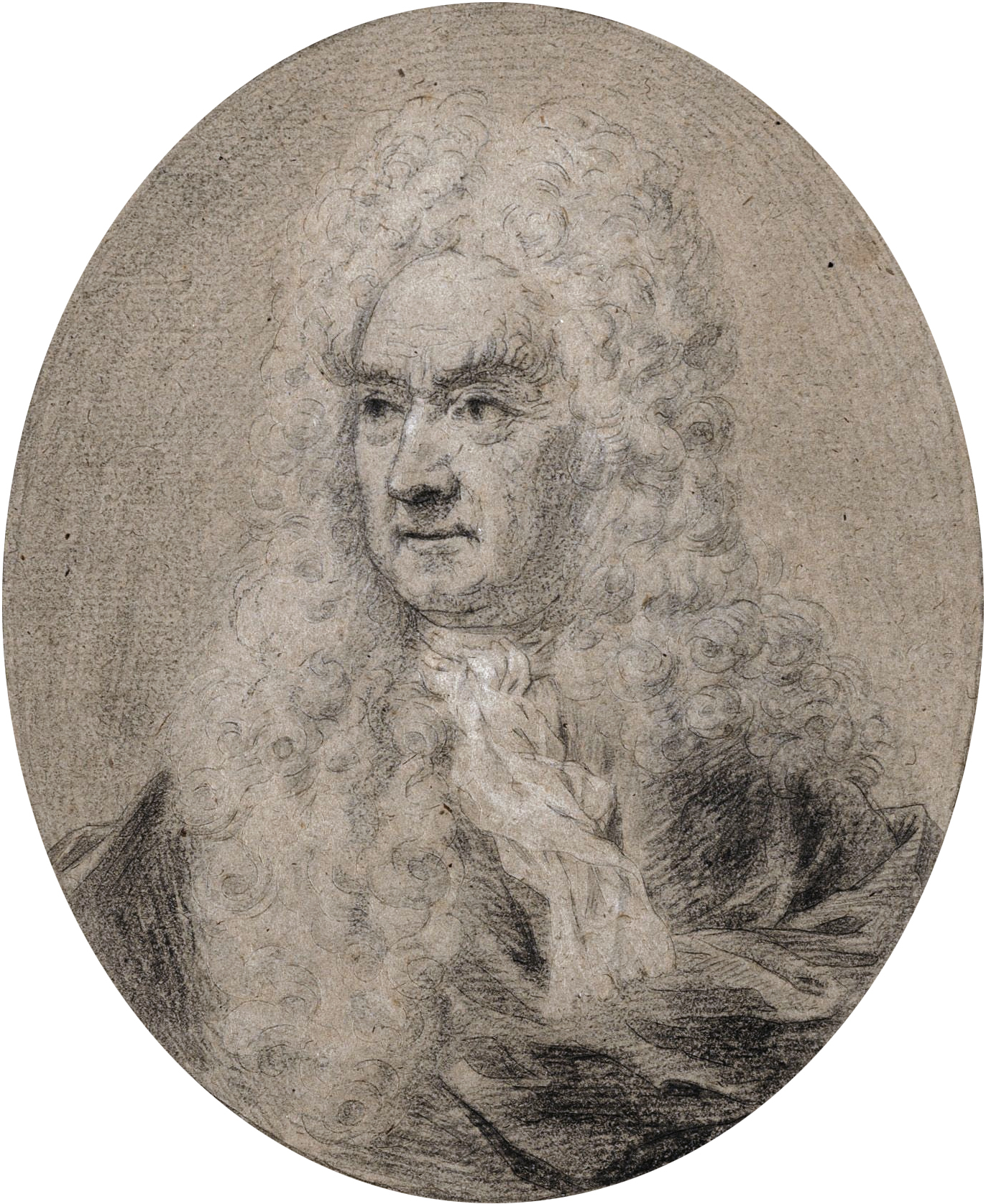
Portrait de Ferdinand van Collen (de)